# جنوب اروپا

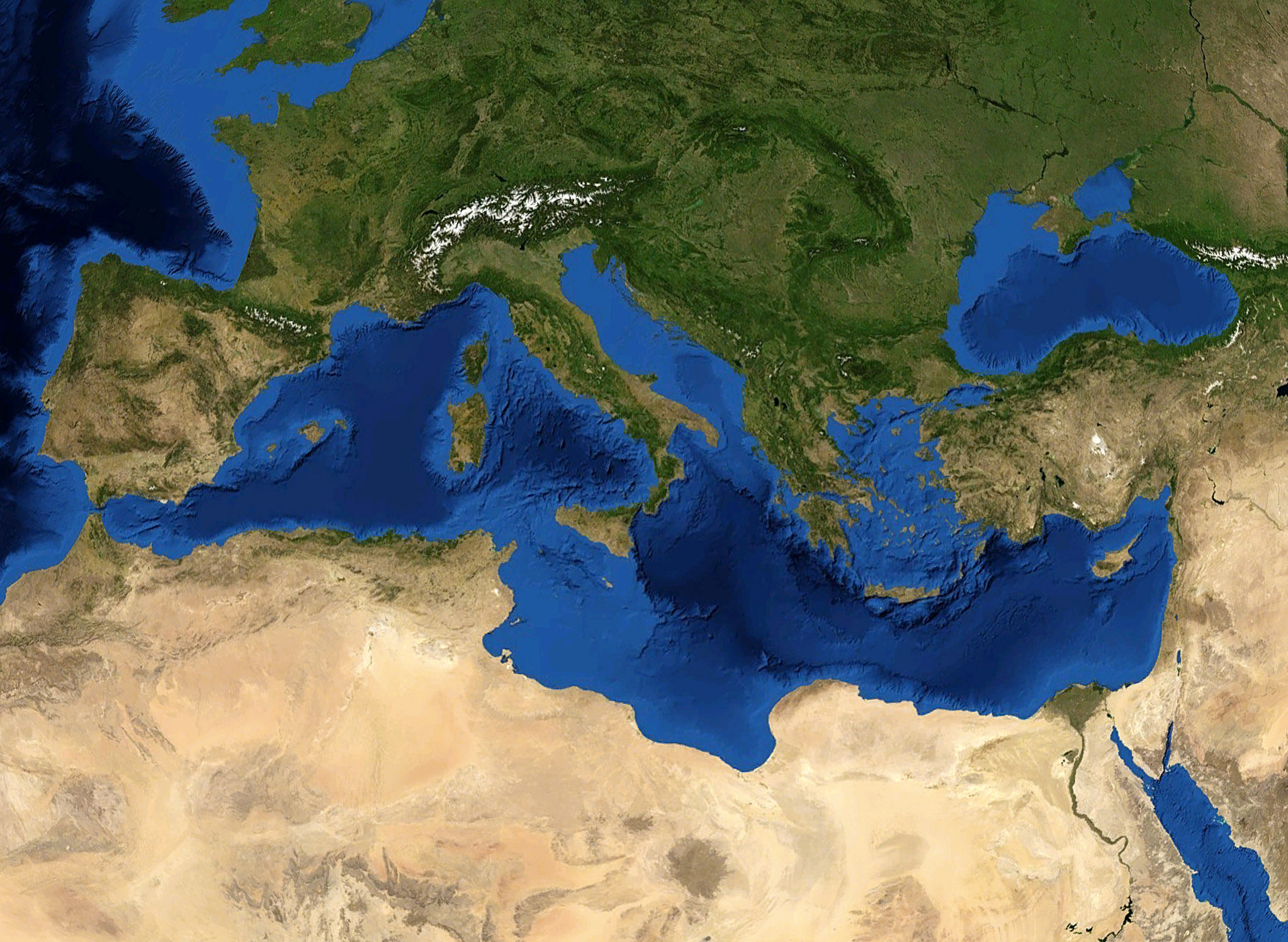
Geographic features of Southern European countries surrounding the Mediterranean Sea.

جنوب اروپا اصطلاحی است که عمدتاً برای توصیف همهٔ کشورهایی که در جنوب اروپا قرار دارند به کار می‌رود. با این حال، کاربردهای آن در زمان‌های گوناگون، شامل معنی‌های مختلفی نیز بوده‌است. مانند مفاهیم سیاسی، زبان‌شناسی و بافت فرهنگی و جغرافیای گیاهی یا اقلیمی. بیشتر کشورهای جنوب اروپا با دریای مدیترانه هم‌مرز هستند.

## تعریف جغرافیایی

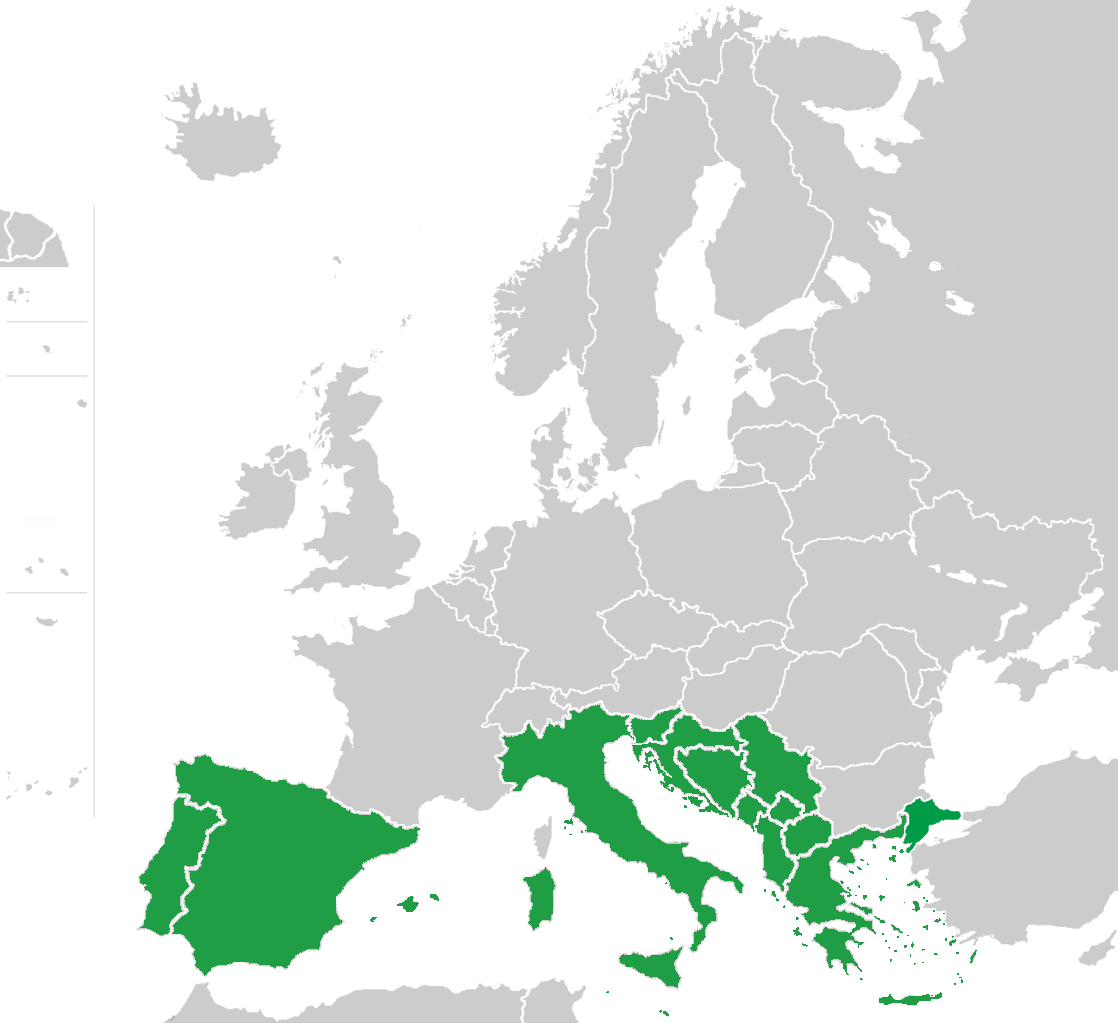
کشورهای جنوبی اروپا

از لحاظ جغرافیایی، اروپای جنوبی شامل نیمهٔ جنوبی قاره اروپا است. این تعریف نسبی است و مرزهای روشنی ندارد. کوه‌های آلپ و کوه‌های مرکزی متشکل از موانع طبیعی میان ایتالیا و فرانسه و بقیه اروپا.
کشورهای اروپای جنوبی از لحاظ جغرافیایی عبارت‌اند از:

### شبه‌جزیره ایبری
- آندورا
- پادشاهی متحد
- جبل طارق (قلمرو برون‌مرزی بریتانیا)
- پرتغال (از جمله: مادیرا و آزور)
- اسپانیا (از جمله: جزایر بالئارس)

### شبه‌جزیره ایتالیا
- ایتالیا (از جمله: ساردنی و سیسیل)
- سان مارینو
- واتیکان

### شبه‌جزیره بالکان
- آلبانی
- بوسنی و هرزگوین
- بلغارستان
- کرواسی (زیر رودهای: ساوا و کوپا)
- یونان (از جمله: جزایر اژه، کرت، و جزایر ایونیا)
- کوزوو
- مونته‌نگرو
- صربستان (زیر رودهای: ساوا و دانوب)
- مقدونیه
- ترکیه (۳٪ از کشور (شرق تراس) در اروپا، بقیه در آسیا)

### دیگر مناطق
- کرواسی (مناطق شمالی (اسلاونیا، زاگرب، مدیموری و زاگوری) گاهی به عنوان بخشی از اروپای مرکزی شناخته می‌شود)
- قبرس (از لحاظ جغرافیایی بخشی از آسیا است، اما به دلایل تاریخی و فرهنگی در اروپا گنجانده می‌شود)
- مالت (از جمله: گزو)
- رومانی (دوبروی شمالی و گاهی والاچیا به‌عنوان بخشی از اروپای جنوبی در نظرگرفته می‌شوند. ترانسیلوانیا نیز گاهی به‌عنوان بخشی از اروپای مرکزی شناخته می‌شود)
- صربستان (مناطق شمالی (وویوودینا، بلگراد شمالی) گاهی به عنوان بخشی از اروپای مرکزی شناخته می‌شود)
- اسلوونی (منطقه پریمورسکا)

## جغرافیای سازمان ملل
سازمان ملل متحد برای امور رسمی و انتشارات، کشورها را زیر مناطقی طبقه‌بندی می‌کند. جنوب اروپا، بر پایه تعریف سازمان ملل متحد، شامل کشورها و نواحی زیر است:
- آلبانی
- آندورا
- بوسنی و هرزگوین
- کرواسی
- جبل طارق (از لحاظ سیاسی به‌عنوان قلمروی از بریتانیا، می‌تواند جزو اروپای غربی به‌شمار آید)
- یونان
- ایتالیا (از جمله: ساردنی و سیسیل)
- مقدونیه
- مالت (از جمله: گزو)
- مونته‌نگرو
- پرتغال (از جمله: مادیرا و آزور)
- سان مارینو
- صربستان
- اسلوونی
- اسپانیا (از جمله: جزایر بالئارس)
- واتیکان

## تعریف اقلیمی

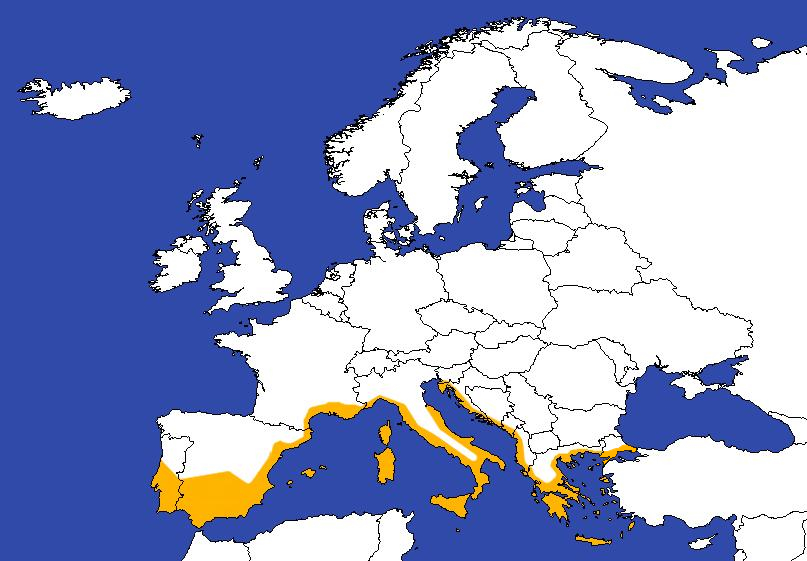
نقشه اقلیمی اروپای جنوبی

اقلیم اروپای جنوبی همان اقلیم مدیترانه‌ای است، که به‌طور معمول با ویژگی‌های این منطقه شناخته می‌شود.
در سرتاسر این سرزمین، مناظری مشابه زیر دیده می‌شوند:
- تپه‌های خشک
- دشت‌های کوچک
- جنگل‌های کاج
- درختان زیتون

منطقه‌هایی که از نظر اقلیمی جزو اروپای جنوبی در نظر گرفته می‌شوند:
- آلبانی
- بوسنی و هرزگوین (سواحل)
- کرواسی (سواحل)
- قبرس
- فرانسه (سواحل جنوب شرقی و جزیره کرس)
- جبل طارق
- یونان
- ایتالیا (به جز منطقه پو و منطقه آلپ)
- جزیره مالت
- موناکو
- مونته‌نگرو
- پرتغال (شمال شرقی و دوسوم جنوبی)
- صربستان (جنوب)
- اسپانیا (نیمه جنوبی و ساحل شرقی)
- ترکیه (سواحل جنوبی و غربی)

## زبان‌شناسی اروپای جنوبی
کشورهای اروپای جنوبی با زبان رسمی اصلی:

### زبان‌های رومی
- آندورا: کاتالان
- فرانسه: فرانسوی
- ایتالیا: ایتالیایی
- مولداوی: رومانیایی
- موناکو: فرانسوی
- پرتغال: پرتغالی
- رومانی: رومانیایی
- سان مارینو: ایتالیایی
- اسپانیا: اسپانیایی
- سوئیس: فرانسوی، ایتالیایی و رومانیایی
- واتیکان: ایتالیایی

### زبان‌های اسلاوی جنوبی
- بوسنی و هرزگوین: بوسنیایی
- بلغارستان: بلغاری
- کرواسی: کروات
- مقدونیه: مقدونی
- مونته‌نگرو: مونته نگرویی
- صربستان: صربی
- اسلوونی: اسلوونیایی

### زبان یونانی
- آلبانی: یونانی
- قبرس: یونانی
- یونان: یونانی

### زبان‌های ژرمنی
- جبل طارق: انگلیسی
- مالت: انگلیسی
- سوئیس: آلمانی

### زبان آلبانیایی
- آلبانی
- کوزوو

### زبان‌های سامی
- قبرس: عربی قبرسی
- مالت: مالتی

### زبان‌های ترکی
- قبرس شمالی: ترکی
- ترکیه: ترکی

## نگارخانه

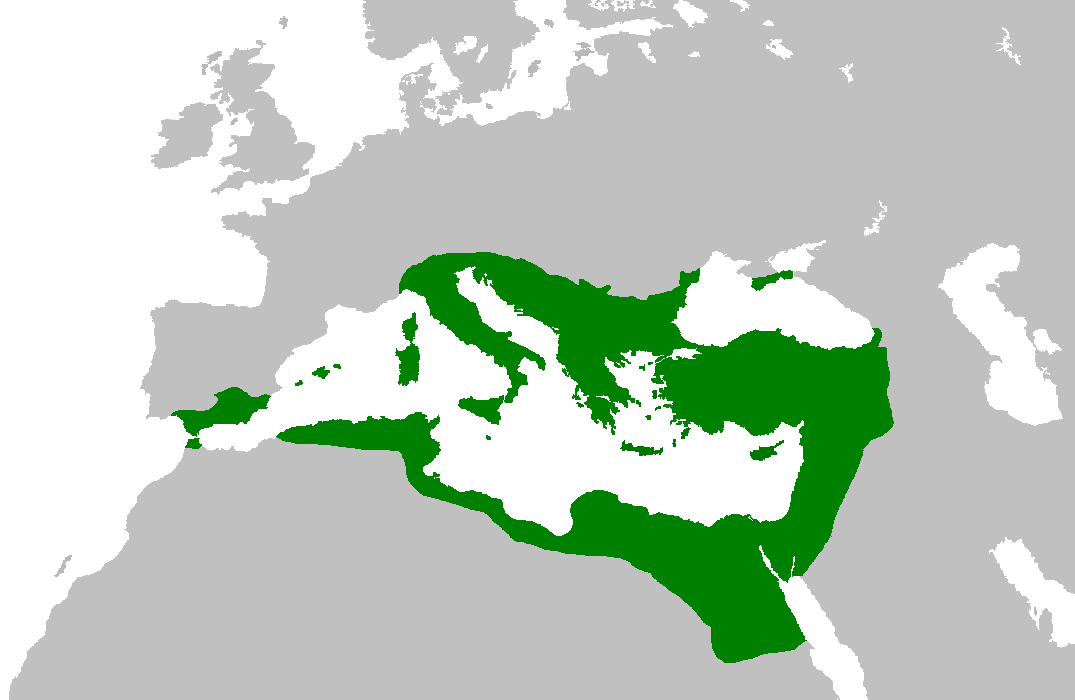
امپراتوری روم با تسلط بر جنوب اروپا
هرم جمعیت جنوب اروپا